# Louis Désiré Blanquart-Evrard
Louis Désiré Blanquart-Evrard (ur. 2 sierpnia 1802 w Lille, zm. 28 kwietnia 1872 tamże) – francuski handlarz draperiami, doświadczony chemik i zapalony amator fotograf. Wynalazca fotograficznego papieru albuminowego. Uważany za jednego z najważniejszych ludzi w rozwoju fotografii.

## Życiorys
W roku 18Louis Désiré Blanquart-Evrard rozpoczął studia w Miejskiej Katedrze Chemii przy rue du Lombard w Lille. Był asystentem u boku Fryderyka Kuhlmanna, gdzie zgłębiał wiedzę o kalotypii (talbotypia) Williama Henriego Foxa Talbota, w której dostrzegła wiele wad jak: konieczność czasochłonnych manipulacji i słabo przewidywalna jakość odbitek. W 1847 na Akademii Nauk w Paryżu opublikował ulepszony, znacznie czulszy i lepiej oddający półtony sposób kalotypii. Od tego momentu poświęcił swoją karierę zawodową fotografii.
W 1850 roku wynalazł odbitki na papierze albuminowym. Jako dobrze zorientowany w branży wyczuł możliwości masowej produkcji wydruków fotograficznych. W roku 1851 wraz z Hipolitem Fockedeyem założył przedsiębiorstwo Imprimerie Photographique Blanquart-Evrard. Pomimo stworzenia racjonalnej linii montażowej do produkcji wklejanych do książek fotografii, z powodu wzmożonej konkurencji ze strony fotolitografii i heliografii przedsiębiorstwo musiał zamknąć. Imprimerie Photographique Blanquard-Evrard uważane jest za pierwsze fotograficzne wydawnictwo sztuki. Dzięki niemu ukazało się wiele fotograficznie ilustrowanych książek. Pierwszy album pt. Album photographique de l'artiste et de l'amatorbył katalogiem technik fotograficznych. Publikował albumy fotograficzne Louisa De Clerqa, Maxima Do Campa, Johna B. Greena i Augusta Salzmanna.
Jego wynalazek przyczynił się do rozwoju powszechnej fotografii poprzez zdjęcie z fotografii miana dzieła wyjątkowego.

## Literatura
- Musée Nicéphore Niepce Albums photographiques édités par Blanquart-Évrard, Chalon-sur-Saône -1978,
- Isabelle Jammes Blanquart-Évrard et les origines de l'édition photographique française : catalogue raisonné des albums photographiques édités, 1851-1855, Tom IV Histoire et civilisation du livre, Mémoire de l'École pratique des hautes études Styczeń 1980, s. 325.
- Jean-Claude Gautrand et Alain Buisine Blanquart-Évrard, Wyd. Centre régional de la photographie du Nord-Pas-de-Calais, Douchy-les-Mines – 1999, s. 177 ISBN 2-904538-62-3